# Crénage
Ne doit pas être confondu avec Crénelage.

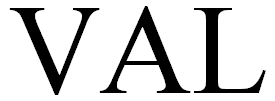
Lettres VAL sans crénage

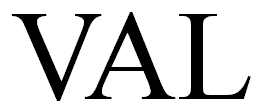
Lettres VAL avec crénage : les blancs entre les lettres sont mieux répartis.

Caractère sans crénage (gauche) et avec crénage latéral (droite)

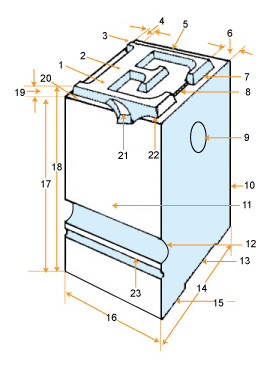
Caractère avec un crénage (21) : l’accent du É

Le crénage, ou approche de paire (kerning en anglais), est l'ajustement de l'espacement entre les paires de lettres d'une police de caractères à chasse variable. Dans une police bien crénée, l'espacement optique entre deux lettres est identique, quelle que soit la paire de lettres considérée. Dans une fonte de caractère créée dans les règles de l'art, le crénage est fait manuellement par le fondeur pour toutes les paires de caractères une à une. Dans le cas contraire, les logiciels de gestion de fonte peuvent le faire automatiquement, mais cela donne un moins bon résultat.
Les paires de caractères doivent être testées et réglées dans les deux combinaisons possibles (par exemple, « ab » et « ba »), l'espacement à droite et à gauche de chaque caractère étant souvent différent en fonction de sa forme.
Enfin, certaines lettres peuvent se toucher comme les doubles t, doubles f ou fi (tt, ff, fi) : ce sont les ligatures esthétiques. 

## Étymologie
Dans les gros corps des caractères métalliques, certaines juxtapositions de lettres (comme FA, PA, TA, VA, WA, AY, LV…), faisaient apparaître un espacement trop important entre celles-ci. On était donc amené à pratiquer une encoche, un crénage (par exemple, sur le haut du A et sur le bas du V) pour les imbriquer et ainsi en diminuer l'approche. C'est probablement l'origine de l'acception moderne du mot « crénage », employé improprement pour « réglage de l'approche ».

## Caractère typographique
Dans le domaine de la fonderie typographique, le crénage est le débord d'une partie imprimable du caractère (l'œil) de son support (le corps). Ce peut être le débord de l'accent d'une capitale vers le haut ou d'une proéminence latérale (typiquement, la boucle du « f » ou du « j ») sur un caractère voisin sur lequel il s'encastre. Le crénage vient s’appuyer sur le talus du caractère voisin (talus de pied du caractère supérieur pour un accent, par exemple, s’il n’y a pas d’interligne). Cela peut conduire à des conflits et des cassures lors de combinaison avec des lettres hautes (ff, fi, fl, ffi, ffl) d'où la création de caractères spécifiques appelés ligatures, combinant ces lettres fondues d'un seul bloc.
Les lettres crénées étaient difficiles à fabriquer, donc chères, et fragiles : le crénage pouvait se casser ou se déformer lors du serrage de la composition. Cela explique en partie la réticence de beaucoup d’imprimeurs à utiliser des capitales accentuées.

## Table de crénage
Certaines fontes numériques contiennent une table de crénage, déterminant les paires de crénage de caractères spécifiques ou les groupes de crénage modifiant les approches et les valeurs globales d'espacement des caractères.